# Port lotniczy Fatmawati Soekarno
Port lotniczy Fatmawati Soekarno (indonez. Bandar Udara Fatmawati Soekarno) – port lotniczy w Bengkulu, w Indonezji.